# Ardmore (Nouvelle-Zélande)
Pour les articles homonymes, voir Ardmore.
Ardmore  est une importante localité rurale de la cité d’Auckland, située dans l’Île du Nord de la Nouvelle-Zélande.

## Situation
Elle est localisée au sud-est à 27 km juste au-delà de l'Auckland CBD,. 
La banlieue est dans le ward de Franklin (en), une des 13 divisions administratives d’Auckland, et est sous la gouvernance du Conseil d'Auckland.
C’est le siège de l'aéroport d’Ardmore (en), qui est un des plus actifs aéroports d’Auckland du fait de l’existence de l’école de pilotage d’Ardmore. 
Cette localité rurale tranquille est localisée juste à l’est de la zone Métropolitaine d’Auckland avec la banlieue de Papakura, qui est tout près de la ville dans les limites de la zone urbaine d’Auckland.

## Éducation
Ardmore a une école d’état, mixte, assurant le primaire, qui fournit l’éducation pour les enfants du secteur mais les plus âgés sont ensuite envoyés dans différents collèges dans tout le secteur d’Auckland.
L’institut de formation des enseignants du « Training College » d‘Ardmore fut localisé à côté du terrain d’aviation à partir de 1948 et jusqu’en 1974.
Ce collège ouvrit en 1948 pour aider à compenser le manque d’enseignants en Nouvelle-Zélande causé par le Baby boom après la Deuxième guerre mondiale.
Ce fut un collège d’enseignants, pour la Nouvelle-Zélande, formé de résidents à temps complet et durant son histoire de 27 ans, il a participé à la formation d’environ 8 500 enseignements. 
La fermeture du collège en 1974 fut la fin de l’expérience sur cette zone et rien ne reste sur le site pour indiquer son existence, excepté sous forme de pierres tombales .
L’University of Auckland Faculty of Engineering (en) fut établie au niveau de l’aérodrome en 1948, en utilisant les anciens baraquements militaires de la Deuxième guerre Mondiale et les hangars existants. 
Elle resta là jusqu’en 1969, quand il se déplaça dans des bâtiments plus larges et nouveaux dans ‘Symonds Street’ dans le centre d’Auckland, près des autres facultés de l’Université.
A Partir de là, au niveau d’Ardmore, l’école offrit seulement un enseignement des degrés d’ingénieurie (Civil, Mechanical, and Electrical Engineering degrees). 
Après son déplacement en 1969, l’école offrit ensuite des cours de ‘Chemical & Material Engineering and Engineering Science degree’.

## Evènements
L’aérodrome fut utilisé pour le Grand Prix de Nouvelle Zélande de formule 1 entre 1950 et 1960 avant que le circuit de Pukekohe Park Raceway soit terminé. 
Bruce McLaren fut vainqueur ici et le circuit accueillit de nombreux parmi les plus fameux pilotes comprenant Jack Brabham, Prince Bira, Stirling Moss et Reg Parnell.